# Olav Aukrust

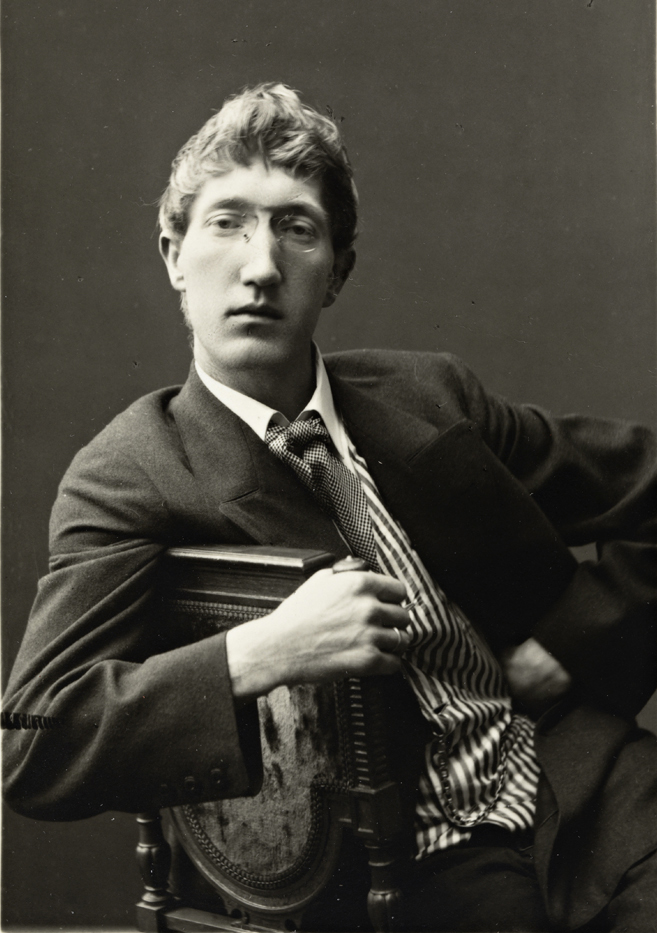
Olav Aukrust

Olav Aukrust (Lom, Oppland, Noruega, 21 de enero de 1883 - Lom, 3 de noviembre de 1929). Fue un profesor y poeta noruego, perteneciente al nacionalismo romántico noruego. Escribió en su dialecto local, y sus obras contribuirían de manera significativa al desarrollo del neonoruego (nynorsk) como lengua literaria, un idioma que pretendería amalgamar los dialectos locales para convertirse en una lengua de carácter nacional sin tantas influencias extranjeras.
Creció en el seno de una familia profundamente religiosa, y él mismo se mostraría interesado por esos temas. Desde 1917 trabajó como profesor de una escuela primaria en Lom, de la que llegaría a ser director. Casó con Gudrun Bleakstad, y toda su vida viviría en su pueblo natal, de cuyos paisajes obtuvo inspiración para escribir sus poemas. Por ello varios de sus poemas muestran un carácter local, de apego a la naturaleza y a las raíces culturales. Sin embargo, sus preocupaciones morales y religiosas lo convierten en un artista universal.
Su casa, Nordgard Aukrust, está actualmente abierta al público. Sus restos mortales están sepultados en el cementerio de la iglesia de madera de Lom.
En homenaje, el escultor Dyre Vaa modeló la imagen de San Clemente de la Catedral de Nidaros con la fisonomía de Olav Aukrust.